# Az Elena, Avalor hercegnője epizódjainak listája
Ez a lap az Elena, Avalor hercegnője című amerikai animációs sorozat epizódjait tartalmazza.

## Évados áttekintés
| Évad | Évad | Epizódok | Eredeti sugárzás     | Eredeti sugárzás    | Magyar sugárzás   | Magyar sugárzás    |
| Évad | Évad | Epizódok | Évadpremier          | Évadfinálé          | Évadpremier       | Évadfinálé         |
| ---- | ---- | -------- | -------------------- | ------------------- | ----------------- | ------------------ |
|      | 1    | 23       | 2016. július 22.     | 2017.augusztus 25.  | 2016. október 29. | 2017. november 23. |
|      | Film | Film     | 2016. november 20.   | 2016. november 20.  | 2016. december 3. | 2016. december 3.  |
|      | 2    | 24       | 2017. szeptember 16. | 2019. június 1.     | 2018. május 19.   | 2020. december 25. |
|      | 3    | 28       | 2019. október 7.     | 2020. augusztus 23. | 2022. május 7.    | 2022. június 26.   |

## 1. évad
| #   | #   | Eredeti cím            | Magyar cím                | Rendezte       | Írta                         | Eredeti premier      | Magyar premier       |
| --- | --- | ---------------------- | ------------------------- | -------------- | ---------------------------- | -------------------- | -------------------- |
| 1.  | 1.  | First Day of Rule      | Az uralkodás első napja   | Elliot M. Bour | Craig Gerber                 | 2016. július 22.     | 2016. október 29.    |
| 2.  | 2.  | Model Sister           | A legjobb nővér           | Elliot M. Bour | Becca Topol                  | 2016. július 22.     | 2016. október 30.    |
| 3.  | 3.  | All Heated Up          | A forrófejű szörnyeteg    | Elliot M. Bour | Tom Rogers                   | 2016. július 29.     | 2016. november 5.    |
| 4.  | 4.  | Island of Youth        | Az ifjúság szigete        | Nathan Chew    | Becca Topol                  | 2016. augusztus 12.  | 2016. november 6.    |
| 5.  | 5.  | Spellbound             | A varázslat               | Robb Pratt     | Tom Rogers                   | 2016. augusztus 26.  | 2016. november 12.   |
| 6.  | 6.  | Prince Too Charming    | A nem szőke herceg        | Nathan Chew    | Mercedes Valle               | 2016. szeptember 16. | 2016. november 19.   |
| 7.  | 7.  | Finders Leapers        | A manótámadás             | Nathan Chew    | Silvia Olivas                | 2016. szeptember 23. | 2016. november 13.   |
| 8.  | 8.  | Royal Retreat          | A királyi találkozó       | Robb Pratt     | Becca Topol                  | 2016. szeptember 30. | 2016. november 20.   |
| 9.  | 9.  | A Day to Remember      | Egy emlékezetes nap       | Elliot M. Bour | Silvia Olivas                | 2016. október 16.    | 2016. november 26.   |
| 10. | 10. | The Scepter of Light   | A fényjogar               | Robb Pratt     | Tom Rogers                   | 2016. november 4.    | 2016. november 27.   |
| 11. | 11. | Navidad                | Karácsony                 | Nathan Chew    | Craig Gerber                 | 2016. december 9.    | 2017. április 29.    |
| 12. | 12. | Olaball                | Olaball                   | Nathan Chew    | Tom Rogers                   | 2017. február 25.    | 2017. május 6.       |
| 13. | 13. | Flight of the Jaquins  | A jagárok repülése        | Robb Pratt     | Becca Topol                  | 2017. március 4.     | 2017. május 13.      |
| 14. | 14. | Crystal in the Rough   | A csiszolatlan kristály   | Nathan Chew    | Mercedes Valle               | 2017. március 11.    | 2017. május 20.      |
| 15. | 15. | The Princess Knight    | A hercegnő lovag          | Nathan Chew    | Becca Topol                  | 2017. március 18.    | 2017. május 27.      |
| 16. | 16. | Captain Turner Returns | Turner kapitány visszatér | Nathan Chew    | Kaita Mpambara               | 2017. április 8.     | 2017. szeptember 2.  |
| 17. | 17. | King of the Carnaval   | A karnevál hercege        | Robb Pratt     | Tom Rogers                   | 2017. április 22.    | 2017. szeptember 9.  |
| 18. | 18. | My Fair Naomi          | My Fair Naomi             | Robb Pratt     | Maria Escobedo               | 2017. május 6.       | 2017. szeptember 16. |
| 19. | 19. | Spirit Monkey Business | Szellem kalamajka         | Nathan Chew    | Tom Rogers                   | 2017. június 30.     | 2017. szeptember 23. |
| 20. | 20. | Wizard-in-Training     | Varázslóképzés            | Robb Pratt     | Becca Topol                  | 2017. július 21.     | 2017. szeptember 30. |
| 21. | 21. | Realm of the Jaquins   | A jagárok birodalma       | Elliot M. Bour | Silvia Olivas & Craig Gerber | 2017. augusztus 12.  | 2017. november 18.   |
| 22. | 22. | The Gecko's Tale       | A gekkó meséje            | Robb Pratt     | Kaita Mpambara               | 2017. augusztus 18.  | 2017. november 20.   |
| 23. | 23. | Party of a Lifetime    | Egy életre szóló mulatság | Robb Pratt     | Mercedes Valle               | 2017. augusztus 25.  | 2017. november 21.   |
| 24. | 24. | Blockheads             | Kockafejek                | Robb Pratt     | Tom Rogers                   | 2017. szeptember 16. | 2017. november 22.   |
| 25. | 25. | Masks of Magic         | Varázsmaszkok             | Nathan Chew    | Kaita Mpambara               | 2017. október 1.     | 2017. november 23.   |

## 2. évad
| #   | #   | Eredeti cím                  | Magyar cím                      | Rendezte       | Írta                             | Eredeti premier      | Magyar premier             |
| --- | --- | ---------------------------- | ------------------------------- | -------------- | -------------------------------- | -------------------- | -------------------------- |
| 26. | 1.  | The Jewel of Maru            | Maru ékköve                     | Robb Pratt     | Ron Holsey                       | 2017. október 14.    | 2018. május 19.            |
| 27. | 2.  | Royal Rivalry                | Királyi küzdelem                | Nathan Chew    | Tom Rogers                       | 2017. október 28.    | 2018. május 26.            |
| 28. | 3.  | The Curse of El Guapo        | El Guapo átka                   | Robb Pratt     | Silvia Olivas                    | 2017. november 11.   | 2018. június 2.            |
| 29. | 4.  | Three Jaquins and a Princess | Három jagár és egy hercegnő     | Nathan Chew    | Don Perez                        | 2017. november 18.   | 2018. június 9.            |
| 30. | 5.  | A Spy in the Palace          | Kém a palotában                 | Robb Pratt     | Rachel RudermanScience Unfair    | 2017. november 25.   | 2018. június 16.           |
| 31. | 6.  | Science Unfair               | A tudós verseny                 | Nathan Chew    | Tom Rogers                       | 2018. február 24.    | 2020. november 30. (M2)    |
| 32. | 7.  | Rise of the Sorceress        | A varázslónő erőre kap          | Robb Pratt     | Don Perez                        | 2018. március 3.     | 2020. december 1. (M2)     |
| 33. | 8.  | Shapeshifters                | Alakváltók                      | Nathan Chew    | Laurie Israel                    | 2018. március 10.    | 2020. december 2. (M2)     |
| 34. | 9.  | The Scepter of Night         | Az Éj Jogara                    | Robb Pratt     | Tom Rogers                       | 2018. március 17.    | 2020. december 3. (M2)     |
| 35. | 10. | The Race for the Realm       | Harc a birodalomért             | Nathan Chew    | Rachel Ruderman                  | 2018. július 14.     | 2020. december 4. (M2)     |
| 36. | 11. | A Tale of Two Scepters       | A két jogar meséje              | Robb Pratt     | Don Perez                        | 2018. július 21.     | 2020. december 7. (M2)     |
| 37. | 12. | Class Act                    | Az első nap                     | Nathan Chew    | Kerri Grant                      | 2018. július 28.     | 2020. december 8. (M2)     |
| 38. | 13. | All Kingdoms Fair            | Országok vására                 | Robb Pratt     | Tom Rogers                       | 2018. augusztus 4.   | 2020. december 9. (M2)     |
| 39. | 14. | A Lava Story                 | Láva sztori                     | Robb Pratt     | Kerri Grant                      | 2018. augusztus 11.  | 2020. december 10. (M2)    |
| 40. | 15. | Song of the Sirenas          | A szirének dala                 | Elliot M. Bour | Silvia Olivas és Rachel Ruderman | 2018. szeptember 21. | 2020. december 14/15. (M2) |
| 41. | 16. | The Tides of Change          | A változás hullámai             | Nathan Chew    | Don Perez                        | 2018. október 13.    | 2020. december 16. (M2)    |
| 42. | 17. | The Return of El Capitan     | El Capitán visszatér            | Nathan Chew    | Rachel Ruderman                  | 2018. október 27.    | 2020. december 22. (M2)    |
| 43. | 18. | Finding Zuzo                 | Keressük meg Zuzot!             | Nathan Chew    | Tom Rogers                       | 2018. november 3.    | 2020. december 11. (M2)    |
| 44. | 19. | Snow Place Like Home         | Karácsonyi hóvihar              | Robb Pratt     | Tom Rogers                       | 2018. november 24.   | 2020. december 21. (M2)    |
| 45. | 20. | Two Left Fins                | A két baluszonyos               | Robb Pratt     | Tom Rogers és Rachel Ruderman    | 2019. január 19.     | 2020. december 17. (M2)    |
| 46. | 21. | Movin' On Up                 | A költözés                      | Nathan Chew    | Rachel Ruderman és Tom Rogers    | 2019. február 16.    | 2020. december 18. (M2)    |
| 47. | 22. | Not Without My Magic         | Varázslat nélkül egy lépést sem | Robb Pratt     | Rachel Ruderman                  | 2019. március 23.    | 2020. december 23. (M2)    |
| 48. | 23. | Luna's Big Leap              | Luna nagy előrelépése           | Nathan Chew    | Tom Rogers                       | 2019. április 27.    | 2020. december 24. (M2)    |
| 49. | 24. | Naomi Knows Best             | Naomi jobban tudja              | Robb Pratt     | Jessica Lopez                    | 2019. június 1.      | 2020. december 25. (M2)    |

## 3. évad
| #   | #   | Eredeti cím                     | Magyar cím                         | Rendezte                                  | Írta                                      | Eredeti premier     | Magyar premier (M2) |
| --- | --- | ------------------------------- | ---------------------------------- | ----------------------------------------- | ----------------------------------------- | ------------------- | ------------------- |
| 50. | 1.  | Sister of Invention             | A találékony testvér               | Robb Pratt                                | Tom Rogers                                | 2019. október 7.    | 2022. május 7.      |
| 51. | 2.  | To Save a Sunbird               | Egy napmadár megmentése            | Nathan Chew                               | Rachel Ruderman                           | 2019. október 8.    | 2022. május 8.      |
| 52. | 3.  | Father-in-Chief                 | Papa parancsnok                    | Robb Pratt                                | Rachel Ruderman és Tom Rogers             | 2019. október 9.    | 2022. május 14.     |
| 53. | 4.  | The Incredible Shrinking Royals | A hihetetlenül zsugorodó uralkodók | Nathan Chew                               | Tom Rogers                                | 2019. október 10.   | 2022. május 15.     |
| 54. | 5.  | Norberg Peace Prize             | Norberg békedíj                    | Nathan Chew                               | Rachel Ruderman                           | 2019. október 11.   | 2022. május 21.     |
| 55. | 6.  | The Magic Within                | A bennem élő varázs                | Robb Pratt                                | Tom Rogers és Rachel Ruderman             | 2019. október 13.   | 2022. május 22/28.  |
| 56. | 7.  | Flower of Light                 | Fényvirág                          | Nathan Chew                               | Cam Baity                                 | 2019. október 16.   | 2022. június 9.     |
| 57. | 8.  | Captain Mateo                   | Mateo kapitány                     | Nathan Chew                               | Kate Kondell                              | 2019. október 17.   | 2022. május 29.     |
| 58. | 9.  | Sugar Rush                      | Édes hajsza                        | Nathan Chew                               | Cam Baity                                 | 2019. október 18.   | 2022. június 5.     |
| 59. | 10. | The Family Treasure             | A család kincse                    | Robb Pratt                                | Tom Rogers                                | 2019. október 21.   | 2022. június 4.     |
| 60. | 11. | Dreamcatcher                    | Álomfogó                           | Robb Pratt                                | Rachel Ruderman                           | 2019. október 22.   | 2022. június 6.     |
| 61. | 12. | Changing of the Guard           | Az új testőr                       | Nathan Chew                               | Kate Kondell                              | 2019. október 23.   | 2022. június 7.     |
| 62. | 13. | King Skylar                     | Skylar király                      | Robb Pratt                                | Tom Rogers                                | 2019. október 24.   | 2022. június 8.     |
| 63. | 14. | Spirit of a Wizard              | Egy varázsló szelleme              | Robb Pratt                                | Rachel Ruderman                           | 2019. október 25.   | 2022. június 10.    |
| 64. | 15. | Team Isa                        | Isa csapata                        | Nathan Chew                               | Kate Kondell                              | 2019. november 15.  | 2022. június 11.    |
| 65. | 16. | The Last Laugh                  | Ki nevet a végén?                  | Robb Pratt                                | Tom Rogers                                | 2019. november 22.  | 2022. június 12.    |
| 66. | 17. | Festival of Lights              | A fények ünnepe                    | Craig Gerber                              | Rachel Ruderman                           | 2019. december 6.   | 2022. június 14.    |
| 67. | 18. | The Birthday Cruise             | Születésnapi hajóút                | Nathan Chew                               | Rachel Ruderman                           | 2020. január 10.    | 2022. június 13.    |
| 68. | 19. | Giant Steps                     | Óriás lépések                      | Robb Pratt                                | Tom Rogers                                | 2020. február 7.    | 2022. június 15.    |
| 69. | 20. | Shooting Stars                  | Hullócsillagok                     | Nathan Chew                               | Kate Kondell                              | 2020. március 6.    | 2022. június 16.    |
| 70. | 21. | Crash Course                    | Gyorstalpaló                       | Robb Pratt                                | Tom Rogers                                | 2020. április 3.    | 2022. június 18.    |
| 71. | 22. | Sweetheart's Day                | A szív napja                       | Nathan Chew                               | Rachel Ruderman                           | 2020. május 8.      | 2022. június 17.    |
| 72. | 23. | The Lightning Warrior           | A villámharcos                     | Robb Pratt                                | Kate Kondell                              | 2020. július 19.    | 2022. június 19.    |
| 73. | 24. | Día de las Madres               | Anyák napja                        | Nathan Chew                               | Rachel Ruderman                           | 2020. július 26.    | 2022. június 20.    |
| 74. | 25. | Heart of the Jaguar             | A jaguárszív                       | Robb Pratt                                | Tom Rogers                                | 2020. augusztus 2.  | 2022. június 21.    |
| 75. | 26. | Elena's Day Off                 | Elena szabadnapja                  | Nathan Chew                               | Kate Kondell                              | 2020. augusztus 9.  | 2022. június 22.    |
| 76. | 27. | To Queen or Not to Queen        | Uralkodni, vagy nem uralkodni      | Robb Pratt                                | Rachel Ruderman                           | 2020. augusztus 16. | 2022. június 23.    |
| 77. | 28. | Elena of Avalor: Coronation Day | A koronázás napja                  | Elliot M. Bour, Nathan Chew és Robb Pratt | Kate Kondell, Silvia Olivas és Tom Rogers | 2020. augusztus 23. | 2022. június 24-26. |

## Film
| #  | Eredeti cím                    | Magyar cím            | Rendezte       | Írta         | Eredeti premier    | Magyar premier    |
| -- | ------------------------------ | --------------------- | -------------- | ------------ | ------------------ | ----------------- |
| 1. | Elena and the Secret of Avalor | Elena és Avalor titka | Jamie Mitchell | Craig Gerber | 2016. november 20. | 2016. december 3. |

## Rövidfilmek

### Évados áttekintés
| Évad | Évad | Cím                      | Epizódok | Eredeti sugárzás     | Eredeti sugárzás     | Magyar sugárzás            | Magyar sugárzás            |
| Évad | Évad | Cím                      | Epizódok | Évadpremier          | Évadfinálé           | Évadpremier                | Évadfinálé                 |
| ---- | ---- | ------------------------ | -------- | -------------------- | -------------------- | -------------------------- | -------------------------- |
|      | 1    | Kalandok Vallestrellában | 5        | 2017. október 14.    | 2017. október 14.    | 2018. augusztus 11.        | 2018. augusztus 25.        |
|      | 2    | Jogarleckék Zuzóval      | 5        | 2018. február 24.    | 2018. február 24.    | 2018. szeptember 7.        | 2018. szeptember 28.       |
|      | 3    | A szirének titkos élete  | 5        | 2018. szeptember 28. | 2018. szeptember 28. | 2022. június 14. (Disney+) | 2022. június 14. (Disney+) |

### Kalandok Vallestrellában (Adventures in Vallestrella)
| #  | Eredeti cím              | Magyar cím          | Eredeti premier   | Magyar premier                |
| -- | ------------------------ | ------------------- | ----------------- | ----------------------------- |
| 1. | Flight of the Butterfrog | A békangó repülése  | 2017. október 14. | 2018. augusztus 11. (YouTube) |
| 2. | Human Nature             | Az emberi természet | 2017. október 14. | 2018. augusztus 25. (YouTube) |
| 3. | Sleeping Sunbird         | Az alvó napmadár    | 2017. október 14. | 2018. augusztus 12. (YouTube) |
| 4. | Fast Food                | Gyorskaja           | 2017. október 14. | 2018. augusztus 18. (YouTube) |
| 5. | Peabunny Boogie          | Nyuszpáva tánc      | 2017. október 14. | 2018. augusztus 19. (YouTube) |

### Jogarleckék Zuzóval (Scepter Training with Zuzo)
| #  | Eredeti cím                | Magyar cím                 | Eredeti premier   | Magyar premier                 |
| -- | -------------------------- | -------------------------- | ----------------- | ------------------------------ |
| 1. | Royal Treasury Escape Room | Kincstári szabadulószoba   | 2018. február 24. | 2018. szeptember 7. (YouTube)  |
| 2. | The Heist                  | A lopás                    | 2018. február 24. | 2018. szeptember 7. (YouTube)  |
| 3. | Nothing But Blaze          | Csak tüzelj!               | 2018. február 24. | 2018. szeptember 14. (YouTube) |
| 4. | Stowaway                   | Potyautas                  | 2018. február 24. | 2018. szeptember 26. (YouTube) |
| 5. | Don't Be Our Guest         | Nem szívesen látott vendég | 2018. február 24. | 2018. szeptember 28. (YouTube) |

### A szirének titkos élete (The Secret Life of Sirenas)
| #  | Eredeti cím           | Magyar cím              | Eredeti premier      | Magyar premier             |
| -- | --------------------- | ----------------------- | -------------------- | -------------------------- |
| 1. | Off to the Race       | Teknőcverseny           | 2018. szeptember 21. | 2022. június 14. (Disney+) |
| 2. | Feeling Clammy        | Bekagylózva             | 2018. szeptember 21. | 2022. június 14. (Disney+) |
| 3. | Walk This Way         | Így kell járni          | 2018. szeptember 21. | 2022. június 14. (Disney+) |
| 4. | Marisa and the Mirror | Marisa és a tükör       | 2018. szeptember 21. | 2022. június 14. (Disney+) |
| 5. | One-Octopus Band      | Egyszemélyes polipbanda | 2018. szeptember 21. | 2022. június 14. (Disney+) |